# 테르벨 풀레프
테르벨 벤코프 풀레프(불가리아어: Тервел Венков Пулев, 1983년 1월 10일~)는 불가리아의 권투 선수이다. 2012년 하계 올림픽 남자 헤비급 동메달을 획득했다.